# Pfeiffershof
Pfeiffershof ist ein Ortsteil der Gemeinde Hellenthal im Kreis Euskirchen, Nordrhein-Westfalen. 
Es ist ein Einzelhof, der früher auch den Namen Achterbungenberg trug. Dies war ein Freihof der Herrschaft Wildenburg.
Der Ortsteil liegt südöstlich von Hellenthal, zwischen Bungenberg und Wiesen. Von und zum Hof führt eine Gemeindestraße.